# Gibson Ripper
Gibson Ripper je električna bas-gitara tvrtke Gibson Guitar Corporation, predstavljena 1973.g. zajedno s modelom Gibson Grabber.
Gitaru je dizajnirao Bill Lawrence. Proizvodila se od 1973. do 1983., a najbolja prodajna godina bila je 1976.
Model Grabber se izvorno proizvodio tijela i vrata izrađenog od javorovog drveta.
Kod veće broja modela gitare proizvedenih 1975. tijelo je izgrađeno od drveta johe.
Gitara je imala dva elektromagneta koje je dizajnirao Bill Lawrence posebno za ovaj model, te četiri potenciometra za kontrolu. Most je bio fiksan.
Godine 2009. tvrtke je proizvela limitirano reizdanje gitare, nazvano Ripper II Bass.